# Royal Society of Edinburgh
Royal Society of Edinburgh (česky Edinburská královská společnost) je skotská národní učená společnost neboli akademie pro podporu věd a umění. Jde o registrovanou charitativní a veřejně prospěšnou organizaci, která funguje na zcela nezávislém základě v rámci celého Skotska. Byla založena v roce 1783. V roce 2017 měla přes 1660 členů.
Společnost pokrývá širší paletu oborů než Královská společnost v Londýně, a to včetně literatury a historie. Jejími členy jsou lidé z nejrůznějších oborů – vědy a techniky, umění, humanitních a sociálních věd, lékařství,  podnikání a veřejných služeb.

## Historie
Počátkem 18. století existovala v Edinburghu celá řada intelektuálských klubů a společností (viz Skotské osvícenství). Mnohé z nich se věnovaly umění, vědě a medicíně. Nejprestižnější z nich byla Společnost pro zdokonalení lékařských znalostí (Society for the Improvement of Medical Knowledge), obecně známá jako Edinburská lékařská společnost (Medical Society of Edinburgh). Jejím spoluzakladatelem byl v roce 1731 matematik Colin Maclaurin. 
Maclaurinovi se nelíbila příliš specializovaná povaha lékařské společnosti, a proto se z ní v roce 1737 vydělila nová, všestrannější Edinburská společnost pro zdokonalení umění, věd a především přírodovědeckých znalostí (Edinburgh Society for Improving Arts and Sciences and particularly Natural Knowledge). Z Edinburské lékařské společnosti se pak stala Královská lékařská společnost (Royal Medical Society).
Poněkud těžkopádné jméno společnosti bylo následujícího roku změněno na Edinburskou filozofickou společnost (Edinburgh Philosophical Society). S pomocí profesorů Edinburské univerzity, jako byli  Joseph Black, William Cullen a John Walker, se tato společnost v roce 1783 přeměnila na Edinburskou královskou společnost (Royal Society of Edinburgh) a roku 1788 vydala první svazek svého nového časopisu Pojednání Edinburské královské společnosti (Transactions of the Royal Society of Edinburgh).
Jak se blížil konec století, přijali mladší členové královské společnosti, jako byl například geolog James Hall, Lavoisierovo nové názvosloví a rozdělili se podle praktických a teoretických cílů společnosti. Tak byla založena paralelní Werneriánská společnost, celým jménem Werneriánská přírodopisná společnost (Wernerian Natural History Society), která působila v letech 1808–1858 a zaměřovala se více na přírodopis a vědecký výzkum, jenž by mohl být využit k vylepšení slabé skotské zemědělské a průmyslové základny. Pod vedením profesora Roberta Jamesona založili Werneriáni napřed Paměti Werneriánské přírodopisné společnosti (Memoirs of the Wernerian Natural History Society, 1808–1821) a poté, v roce 1822, Edinburský filozofický časopis (Edinburgh Philosophical Journal), čímž rozšířili stávající záběr Pojednání Edinburské královské společnosti. V prvních čtyřech desetiletích 19. století tak členové Edinburské královské společnosti publikovali vynikající články ve dvou různých časopisech. V 50. letech 19. století se členové společnosti opětovně sjednotili v jediném časopisu.
V 19. století bylo členy společnosti mnoho vědců, jejichž myšlenky položily základy moderních věd. Od 20. století společnost funguje nejen jako centrum pro výborné skotské vědce, ale i pro umění a humanitní aktivity.  Existuje dodnes a podporuje originální výzkum ve Skotsku.
V únoru 2014 bylo oznámeno, že se první ženou-prezidentkou Edinburské královské společnosti stala Jocelyn Bellová Burnellová.